# Валь-де-Ґрас (квартал)
Квартал Валь-де-Ґрас (фр. Quartier du Val-de-Grâce) — 19-й адміністративний квартал Парижа, розташований в V окрузі.

## Розташування

Квартал розташований між бульваром Пор-Руаяль на півдні, на заході — Бульваром Сен-Мішель, на півночі — вулицями Суффло, Фоссе-Сен-Жак та Естрапад, та вулицями Муфтар та Паскаль на сході

## Пам'ятки та визначні місця

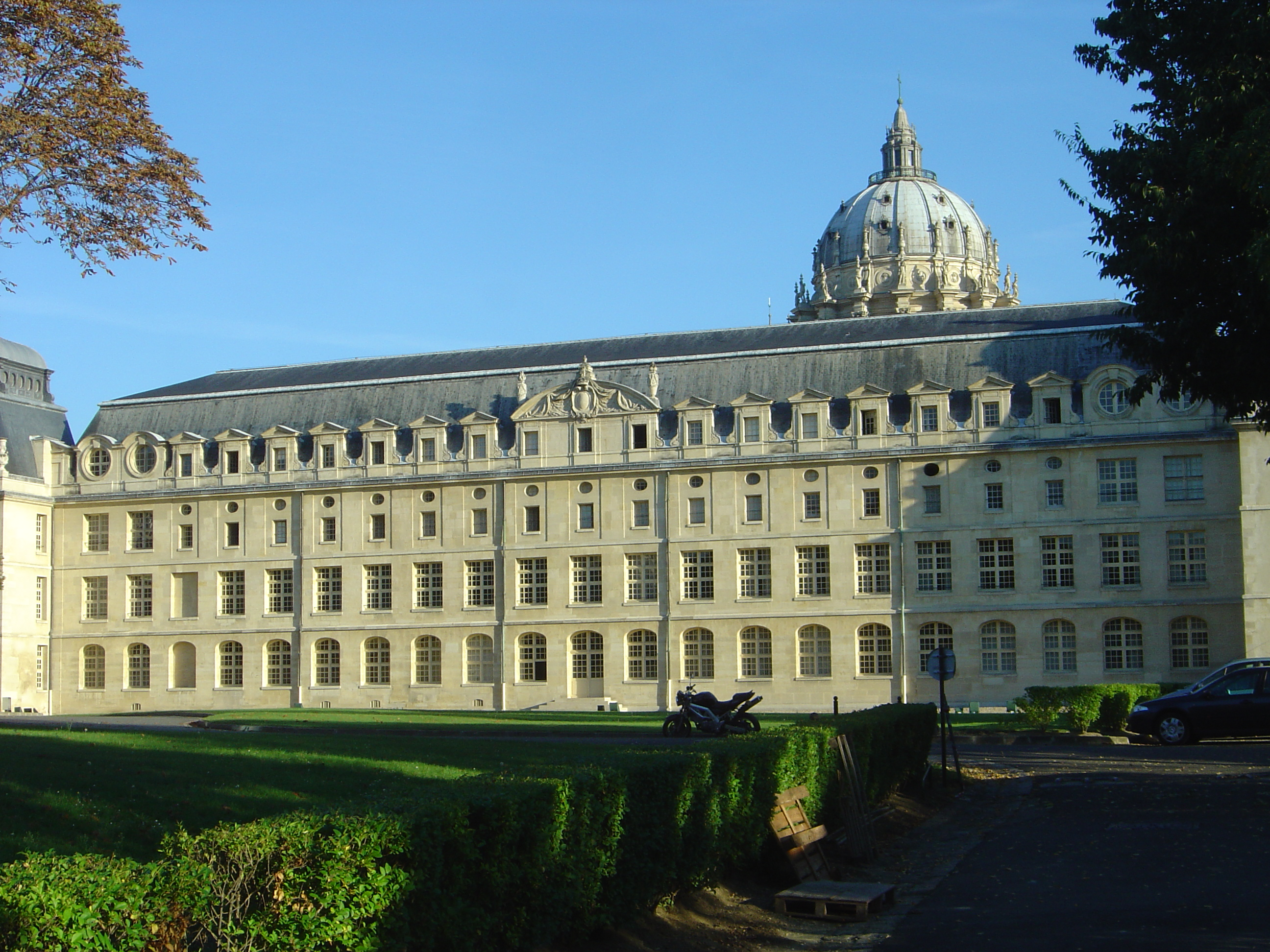
Шпиталь Валь-де-Ґрас
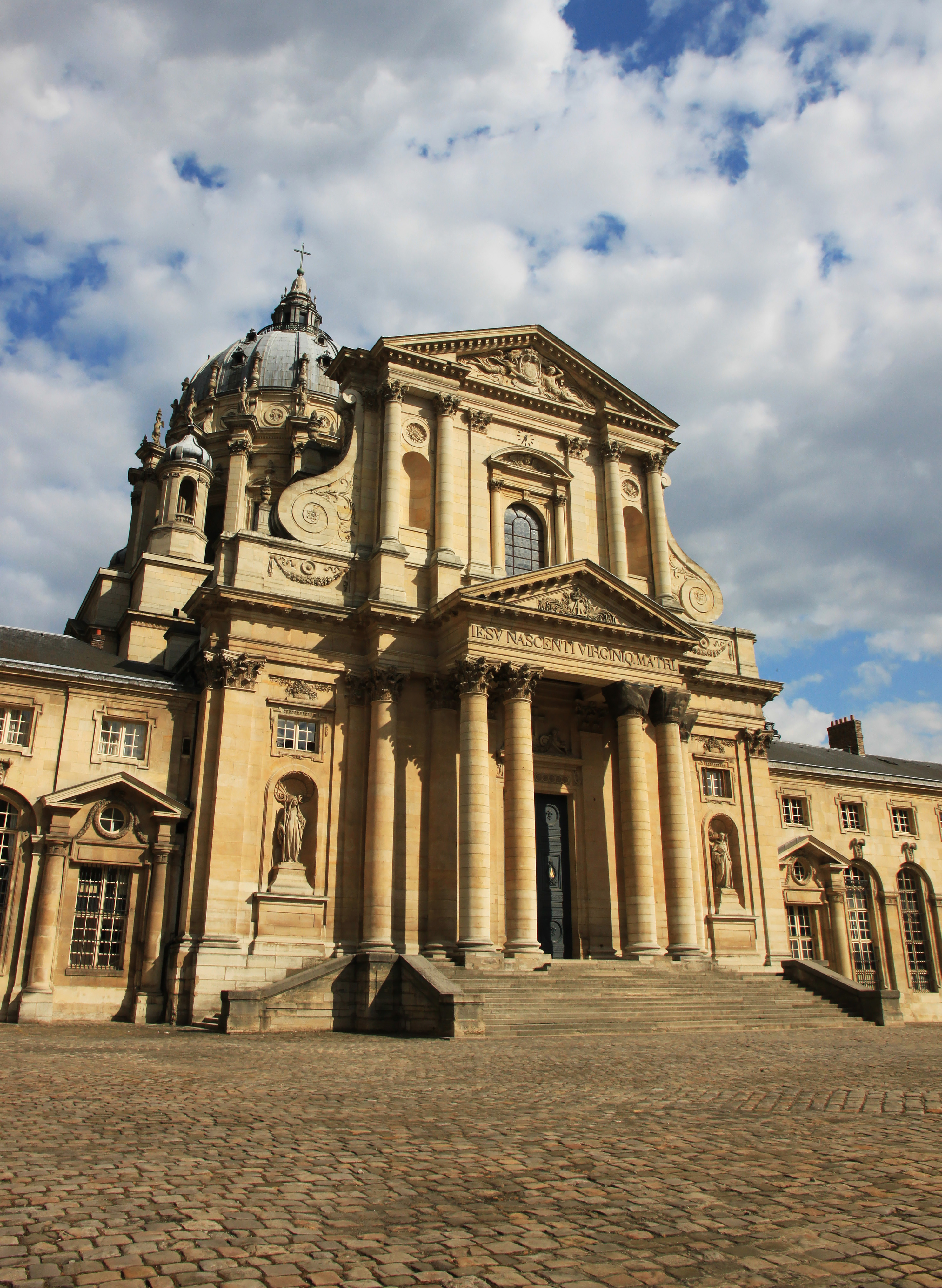
Абатство Валь-де-Ґрас
- Церква Валь-де-Ґрас
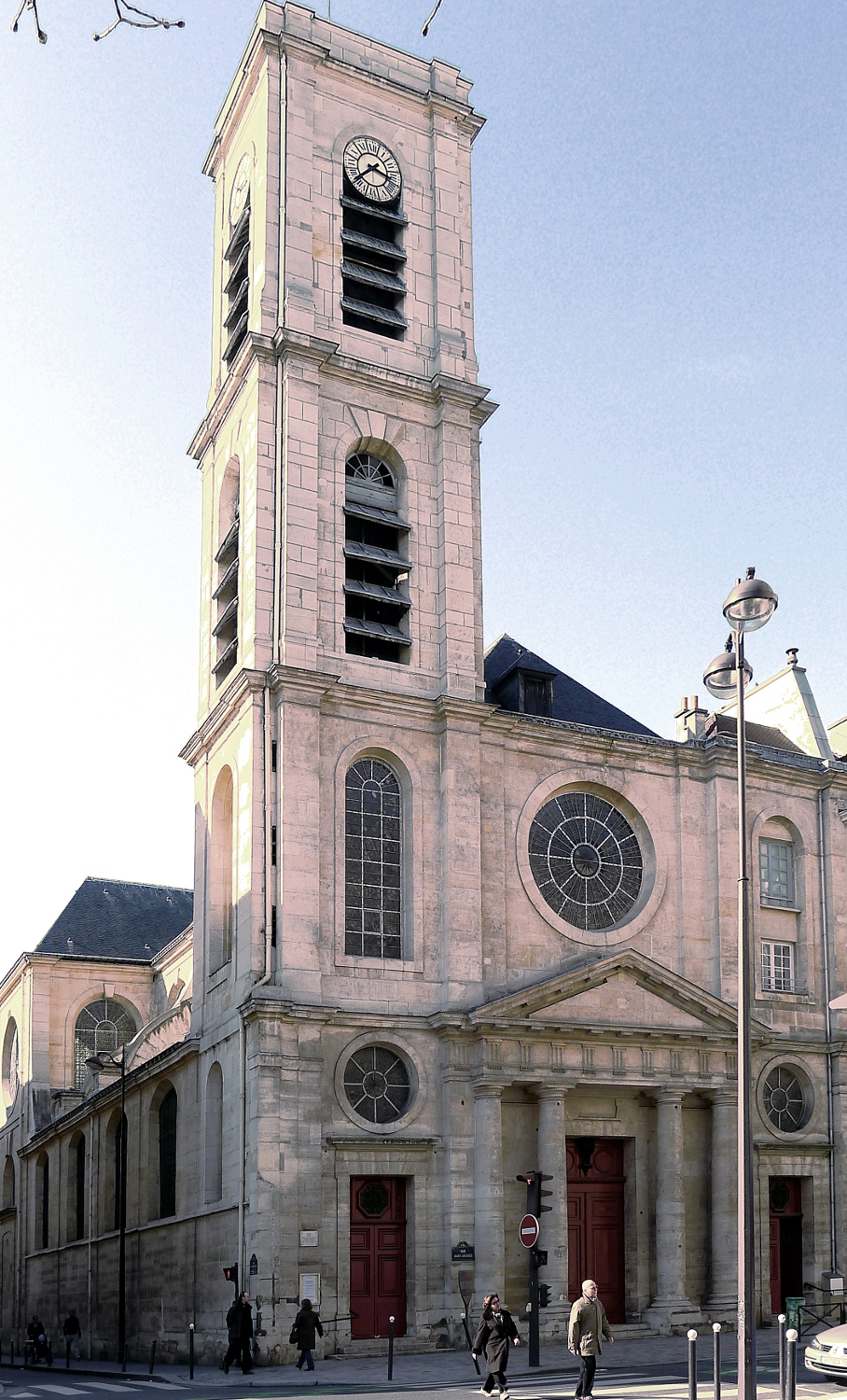
Церква Сен-Жак-дю-От-Па
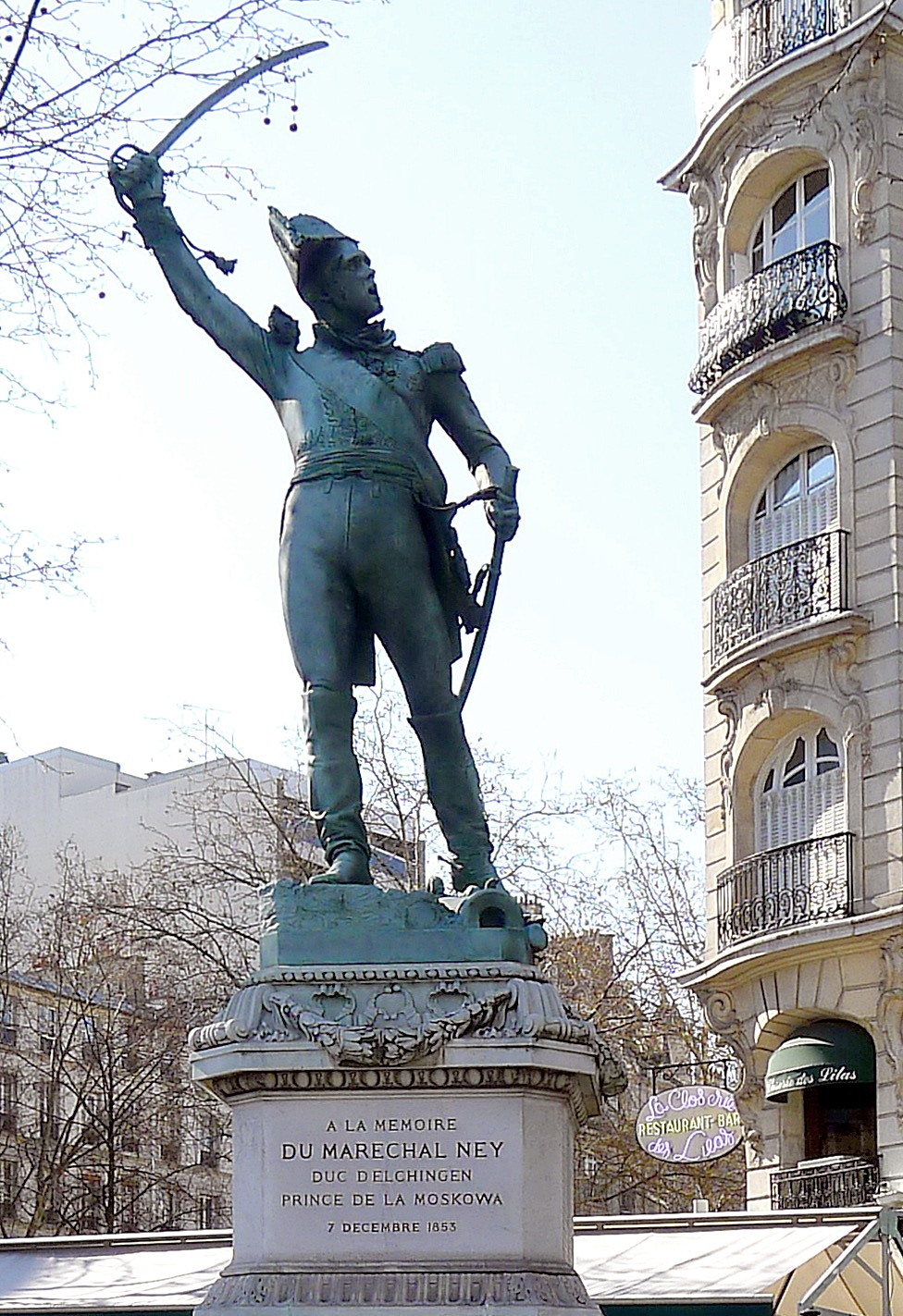
Пам'ятник маршалу Нею. Скультрот Франсуа Рюд (1853).
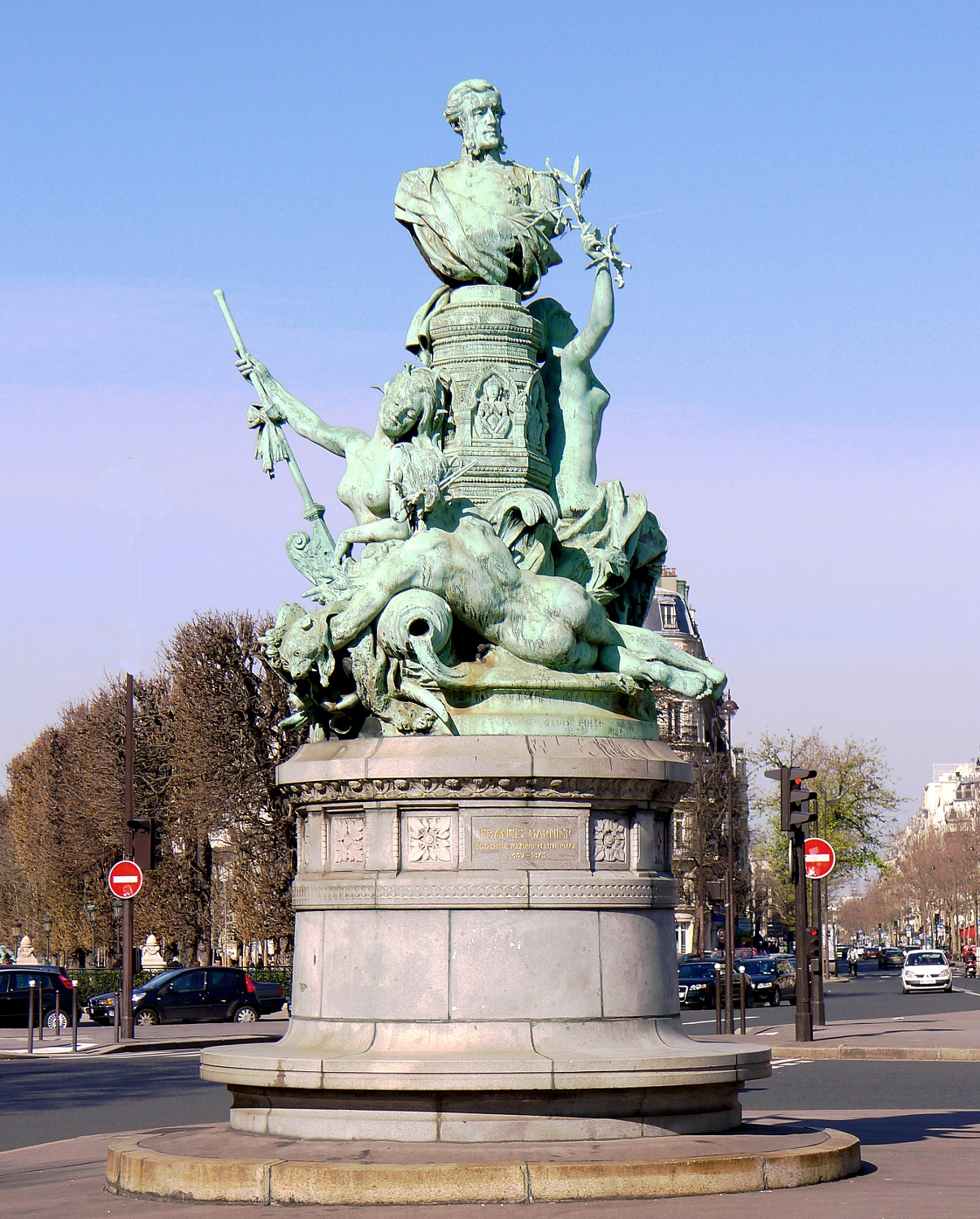
Пам'ятник французькому досліднику Франсісу Ґарньє.
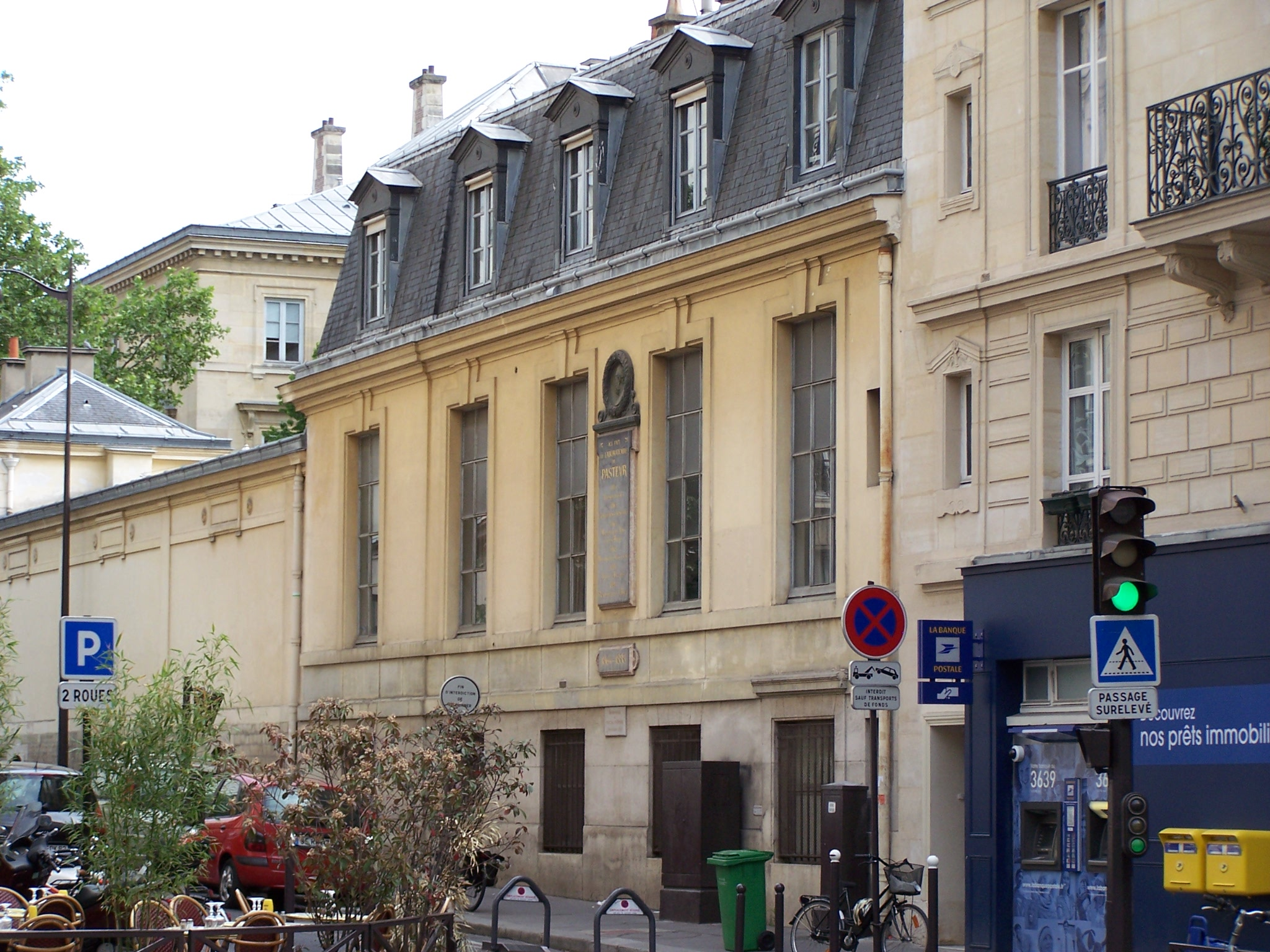
Лабораторія Луї Пастера

- Шпиталь Валь-де-Ґрас
- Церква Валь-де-Ґрас
- Церква Сен-Жак-дю-От-Па
- Пам'ятник маршалу Нею. Скультрот Франсуа Рюд (1853).
- Пам'ятник французькому досліднику Франсісу Ґарньє.
- Лабораторія Луї Пастера

### Кав'ярня «Клозері де Ліла»
На розі вулиці Обсерваторії, розташована між Люксембурзьким садом і Паризькою обсерваторією, та бульвару Монпарнас, знаходиться кав'ярня «Клозері де Ліла» (фр. Closerie des Lilas), яка відома тим, що була місце зустрічі богеми наприкінці XIX — початку XX століття. У цій кавярні бували Пабло Пікассо, Поль Верлен, Моріс Метерлінк, Оскар Вайльд, Ґійом Аполлінер, Жан-Поль Сартр, Артюр Рембо, Поль Сезанн, Амедео Модільяні, Генрі Міллер, Андре Жід та багато інших відомих осіб того часу. Ернест Гемінґвей у цій кав'ярні написав свій роман «Фієста».

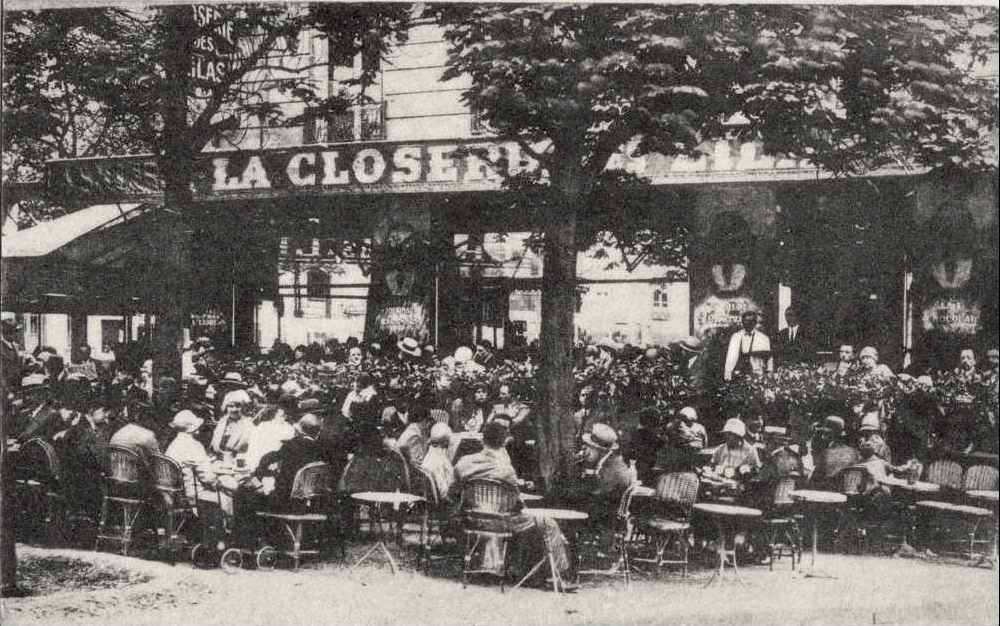
Кав'ярня «Клозері де Ліла», 1909 рік
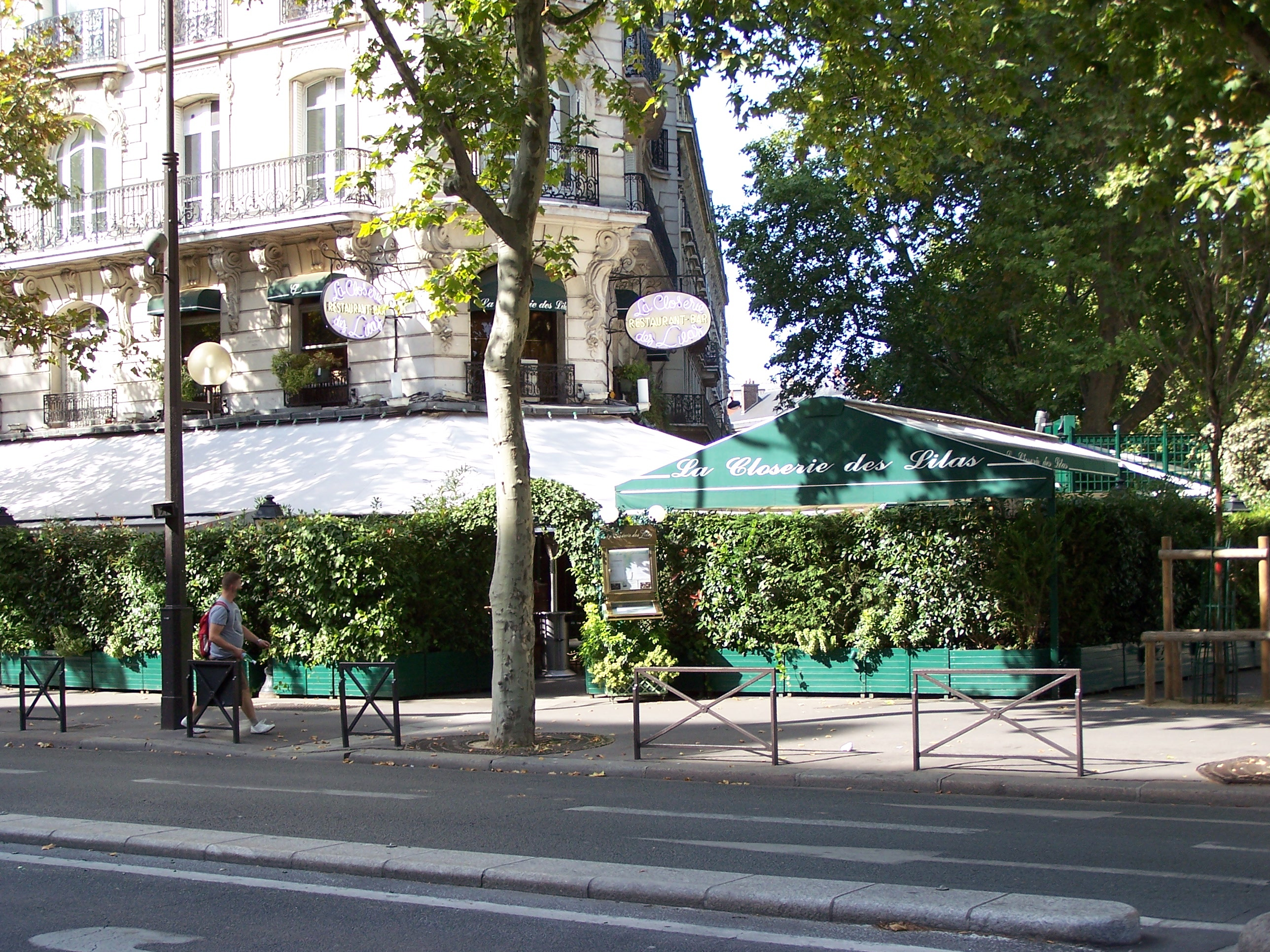
Кав'ярня «Клозері де Ліла», 2011 рік

## Навчальні та наукові заклади
- Вища нормальна школа, вулиця Ульм
- Національний інститут агрономії, вулиця Клод-Бернар
- інститут Кюрі, вулиця Ломон та вулиця Ульм
- Вища школа промислової фізики і хімії, вулиця Воклен
- Національна школа адміністрації
- Національна школа декоративно-прикладного мистецтва[fr]
- Інституту океанографії, вулиця Сен-Жак
- Національна школа хімії, вулиця П'єра та Марії Кюрі

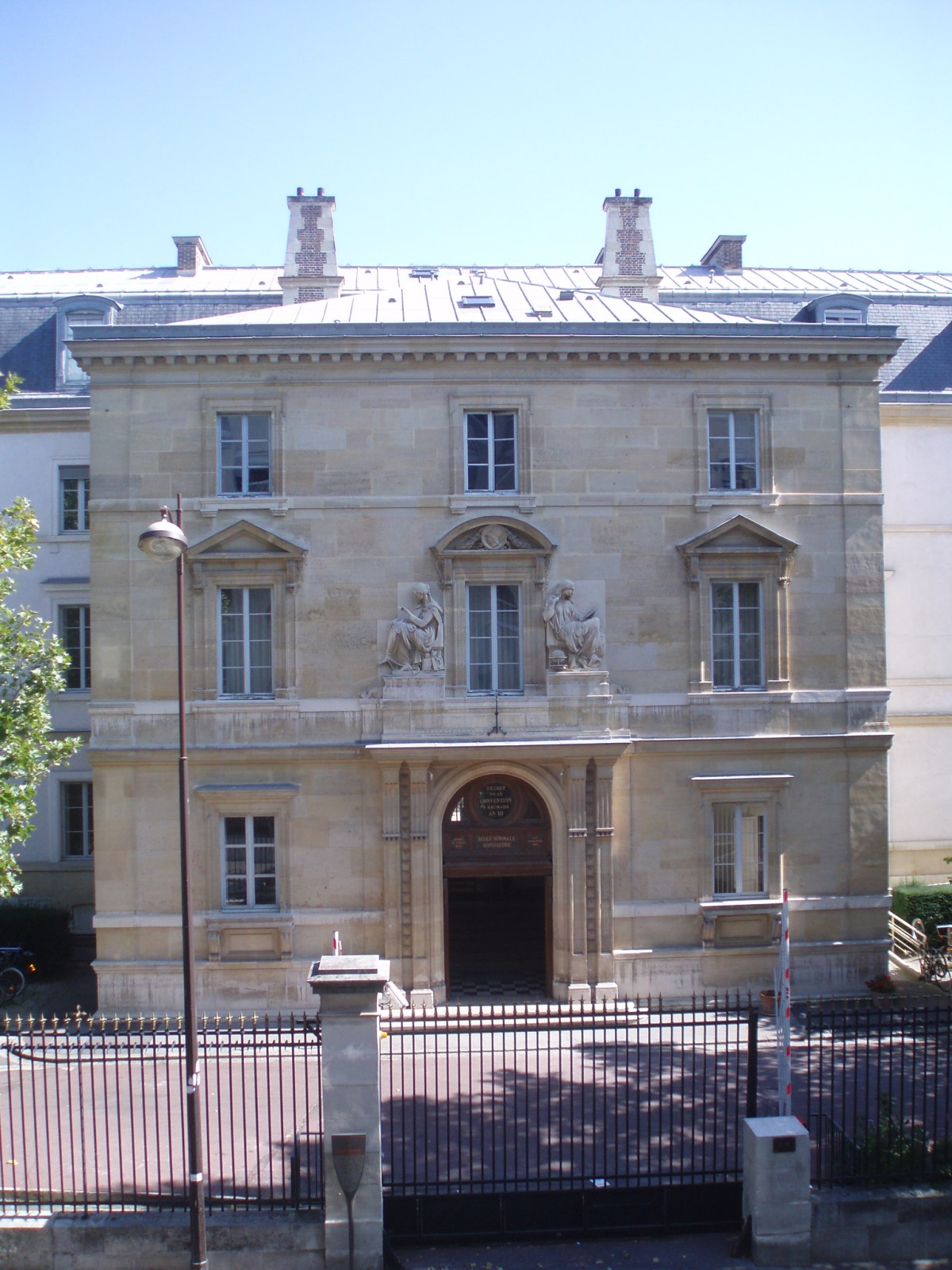
Вища нормальна школа
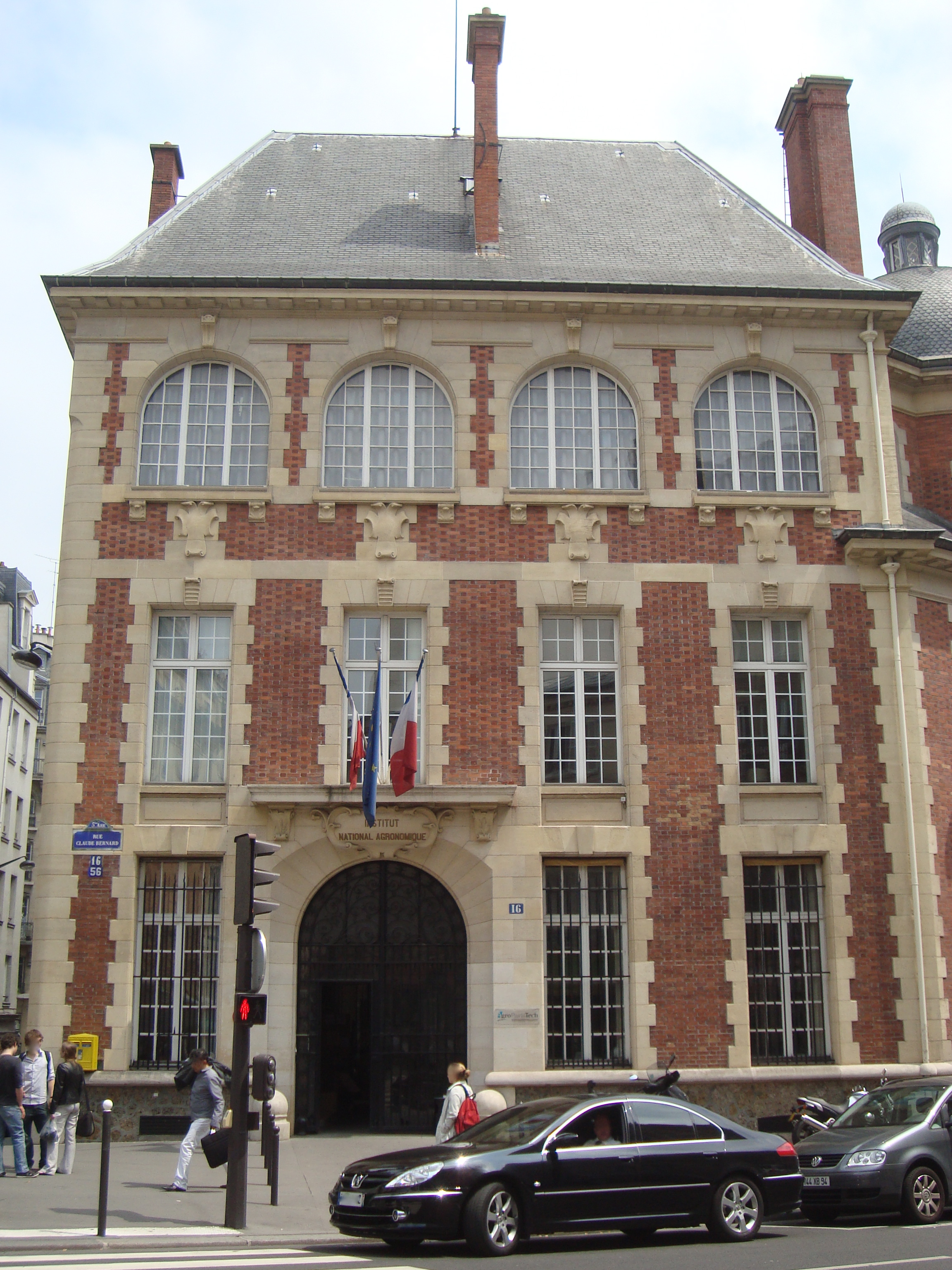
Національний інститут агрономії
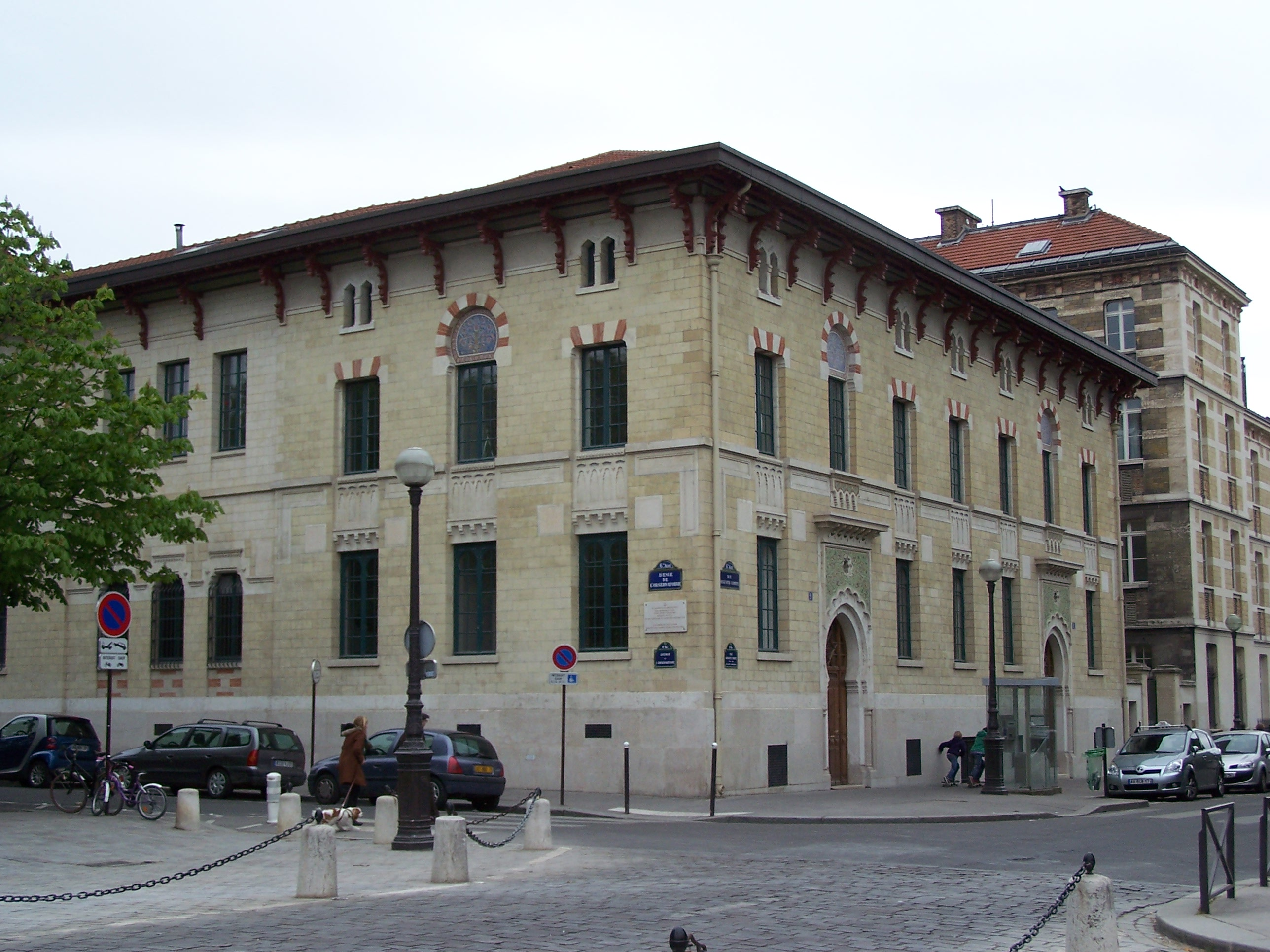
Національна школа адміністрації
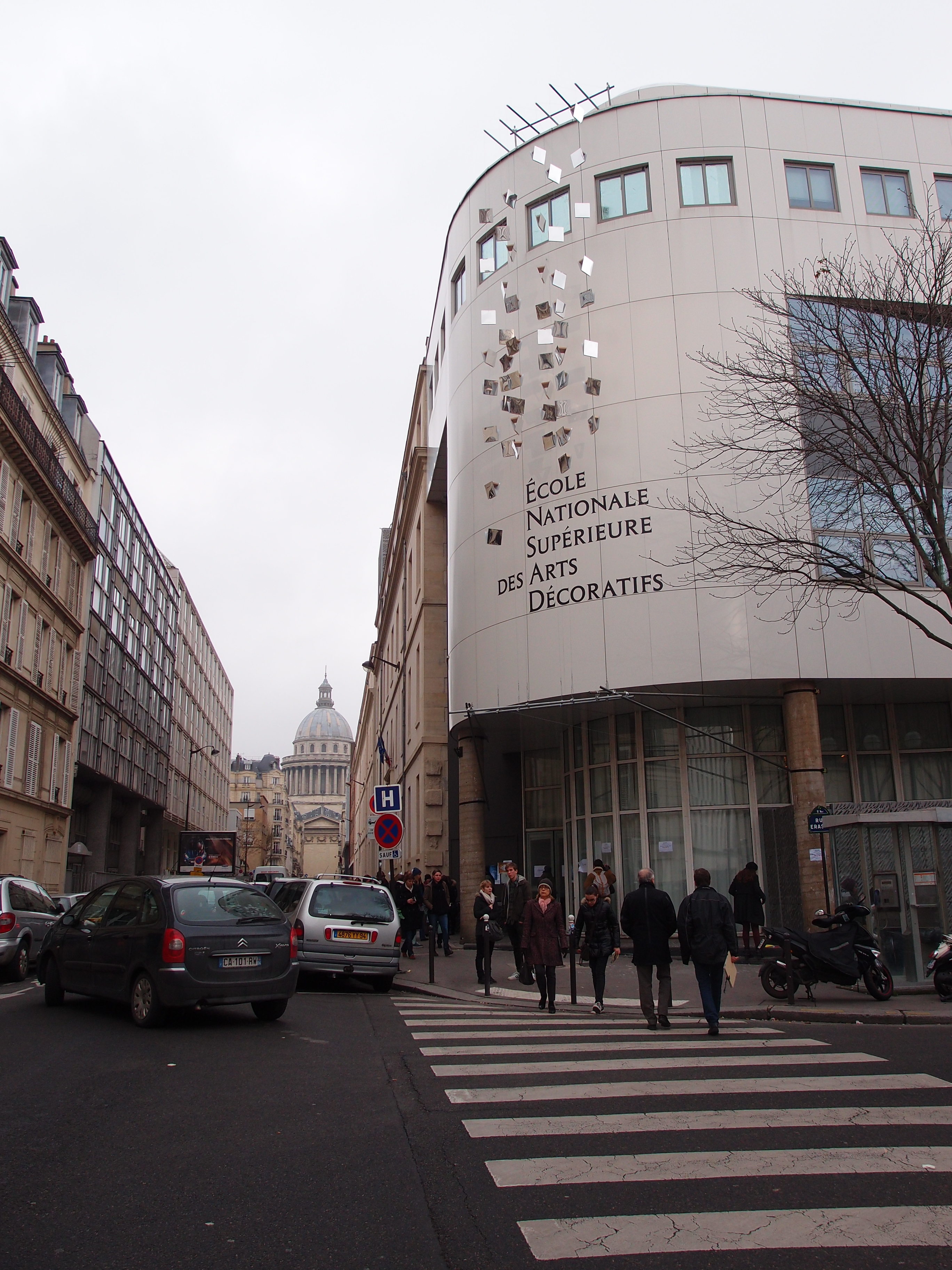
Національна школа декоративно-прикладного мистецтва
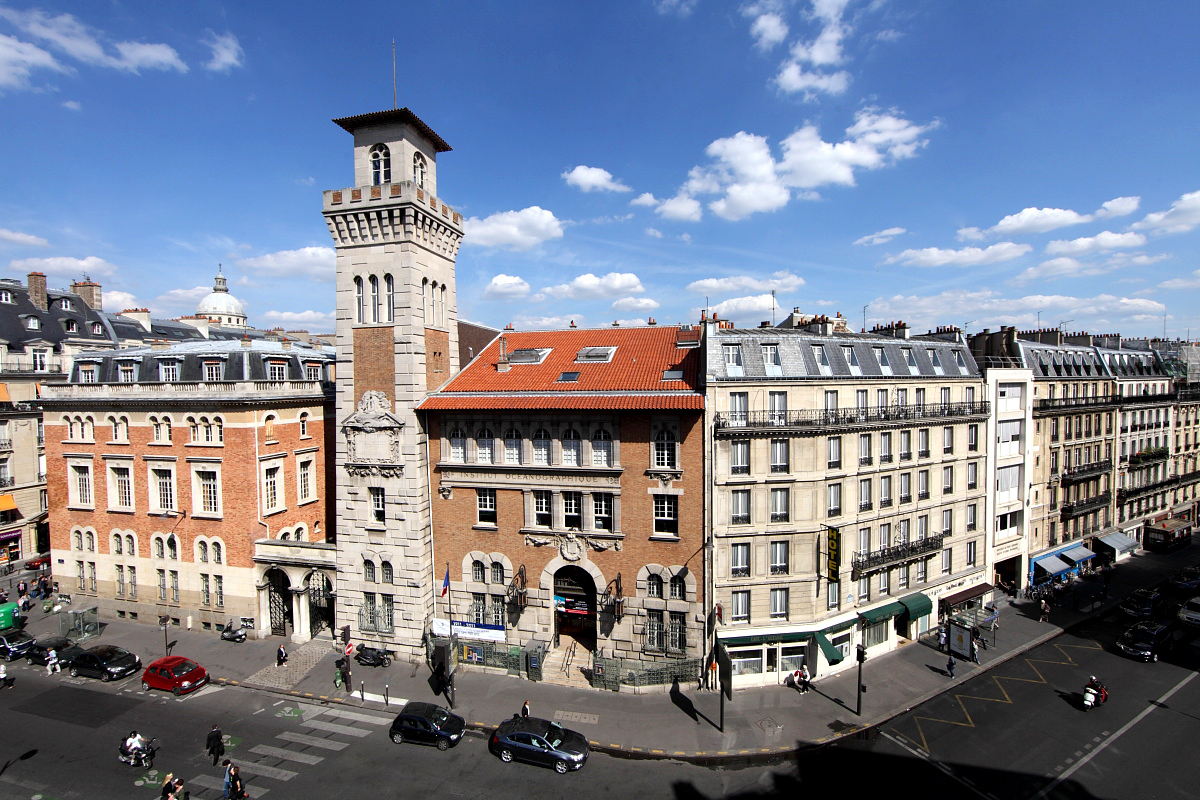
Інституту океанографії